# Martelo agalopado
Martelo agalopado é um estilo de poema utilizado por cordelistas e cantadores, nos improvisos ou nos textos escritos. Compõe-se de uma (ou mais) estrofe(s) de dez versos decassilábicos, com tônicas nas sílabas 3, 6 e 10 (dois anapestos e um peônio de quarta) e esquema de rimas ABBAACCDDC. 

## História
O italiano Pier Jacopo Martello (1665 - 1727), partindo das oitavas camonianas, introduziu na literatura o verso de 12 sílabas que depois foi denominado Martelo, em lembrança de seu nome. Seu esquema rímico era de rimas alternadas, sem tamanho padrão de estrofes. Sua evolução passou pela sextilha com mesmo ritmo, chamado então de Martelo solto.
A partir dessa composição, o paraibano Silvino Pirauá de Lima (Patos, 1848 - Bezerros, 1923) desenvolveu o que hoje é conhecido com o nome de Martelo agalopado. São versos de 10 sílabas, com tônicas na terceira, sexta e décima sílaba. Seu esquema rímico seguiu o esquema das décimas dos cantadores, ou seja, ABBAACCDDC.
Este esquema ainda é encontrado em quase todos os martelos agalopados compostos atualmente.

## Estrutura

### Verso
O verso do Martelo (e consequentemente do Martelo agalopado) é uma variante de verso heroico, mantendo as tônicas nas posições 6 e 10, e apresentando outra tônica na posição 3 (o verso heroico clássico apresenta algumas vezes uma tônica na posição 2 ou 4).

### Estrofe
Dez versos decassilábicos compostos de 2 anapestos e um peônio de quarta (3, 6, 10).
Alguns versos apresentam a oitava sílaba subtônica, substituindo o peônio por dois iambos (3, 6, 8, 10).
Esquema rímico predominante: ABBAACCDDC. (Existem variantes.)
Os poemas escritos, principalmente em cordel ou em glosas, podem apresentar várias estrofes.

### Exemplo
"A ti rei  meu  ca sa co so bre_a  ma la,_

e  me  pus  no va men te_a  ca mi nhar.

Es sa  lon ga  jor na da  pa ra_o  mar

es con deu  do  meu  ros to_o  ri so,_a  fa la._

Eu  dei xei  mi nha  re de  lá  na  sa la_

e  par ti  com  von ta de  de  vol tar.

Pre ci sa va,_en tre tan to,  tra ba lhar

pra  po der  ser  al guém,  ga nhar  a  vi da_

e  ter  mais  li ber da de._Es sa  fe ri da_

em  mi nh'al ma_eu  não  sei  se  vai  sa rar."
'"Velha rede"' (Paulo Camelo)